# Svante Nycander
Svante Oscar Elis Nycander, född 2 januari 1933 i Katarina församling i Stockholms stad, död 9 februari 2024 i Uppsala Helga Trefaldighets distrikt i Uppsala län, var en svensk tidningsman, statsvetare och författare.

## Biografi
Svante Nycander växte upp i Stockholm som ett av tre barn till psykiatern Gunnar Nycander och psykoterapeuten Aina Nycander, född Bratt. Han var han ordförande i Sveriges liberala studentförbund 1955–1956 och blev fil. lic. i statskunskap 1964. Han anställdes som ledarskribent i Dagens Nyheter 1960, var allmänreporter och därefter facklig reporter där 1969–1974 och ledarskribent 1974–1979. Åren 1979–1994 var han chefredaktör  och chef för ledarredaktionen, och därefter kolumnist till 2000. År 1996 blev han  hedersdoktor vid Samhällsvetenskapliga fakulteten vid Uppsala universitet.
Han är far till dokumentärfilmaren Maud Nycander.